# Odznaka honorowa „Zasłużony dla polskiej geologii”
Odznaka honorowa „Zasłużony dla polskiej geologii”, wcześniej odznaka „Zasłużony dla polskiej geologii” – polskie resortowe odznaczenie cywilne nadawane przez ministra środowiska. To szczególne wyróżnienie w formie odznaki honorowej przyznawane jest za zasługi w dziedzinie geologii. Może być nadawane osobom wyróżniającym się znaczącymi osiągnięciami naukowymi i zawodowymi w dziedzinie geologii, jak również przyczyniającymi się do ich rozpowszechniania, wdrażania i stosowania, a także osobom posiadającym szczególne zasługi w rozwoju nauk i technik geologicznych, geofizycznych i wiertniczych.
Została ustanowiona 12 stycznia 1979 (dwustopniowa: złota i srebrna), zniesiona uchwałą z 1996, ponownie ustanowiona 29 kwietnia 1997 (jednostopniowa) i zreformowana 2 sierpnia 2001.
Obecnie odznaka ma kształt sześcioboku foremnego o średnicy 30 mm i jest wykonana z metalu w złotym kolorze. Na awersie znajduje się zarys terytorium Polski pokryty białą emalią, a na jego tle, pośrodku w górnej jej części, znajduje się wizerunek skrzyżowanych młotków, będących symbolem górnictwa i geologii, a na dole wizerunek stylizowanego świdra wiertniczego. Między młotkami a świdrem jest umieszczona gałązka lauru. Wokół zarysu terytorium na tle zielonej emalii znajduje się napis „ZASŁUŻONY DLA POLSKIEJ GEOLOGII”. Brzegi sześcioboku, gałązka lauru oraz napis są koloru złotego. Wizerunki młotków i świdra są koloru czarnego, wykonane w emalii. Odznaka jest zawieszona na metalowej zawieszce w kształcie prostokąta o wymiarach 30 × 8  mm. W środku zawieszki znajdują się dwa dotykające się dłuższymi bokami prostokąty o wymiarach 28 × 2,5 mm, wykonane w emalii; prostokąt górny jest koloru zielonego, a prostokąt dolny — koloru czarnego. Brzegi zawieszki, linia rozdzielających prostokąty i połączenie zawieszki z odznaką są koloru złotego.